# Hymenaea velutina
Hymenaea velutina är en ärtväxtart som beskrevs av Adolpho Ducke. Hymenaea velutina ingår i släktet Hymenaea och familjen ärtväxter. Inga underarter finns listade i Catalogue of Life.